# Моцарт и Сальери (опера)
«Моцарт и Сальери» — одноактная опера Николая Римского-Корсакова. Либретто с незначительными сокращениями следует тексту произведения А. С. Пушкина «Моцарт и Сальери».
Сюжет оперы, как и драмы Пушкина, построен на легенде об отравлении Вольфганга Амадея Моцарта завистником Антонио Сальери.

## История

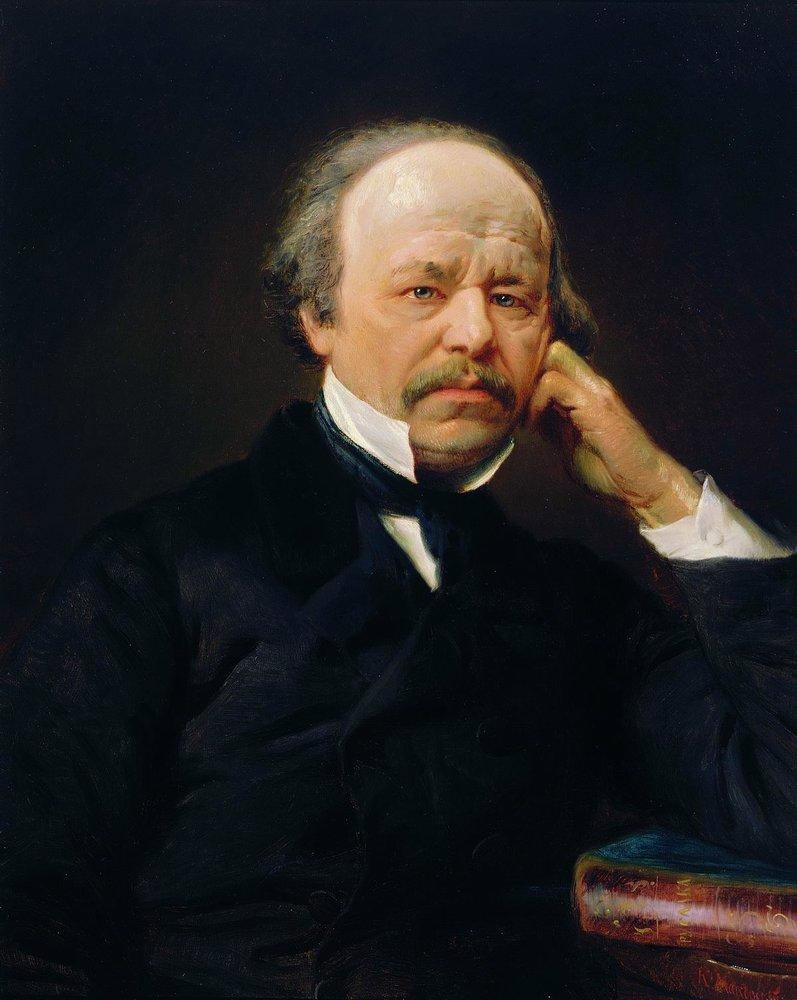
А. С. Даргомыжский

Н. А. Римский-Корсаков начал работу над оперой в начале 1897 года, положив на музыку одну из сцен «маленькой трагедии» А. С. Пушкина «Моцарт и Сальери». Летом того же года были созданы ещё две сцены, а в августе опера была завершена. Римский-Корсаков посвятил своё произведение А. С. Даргомыжскому. В этом выразилось «признание композитором заслуги Даргомыжского в создании жанра камерной оперы и в „озвучивании“ гениальных пушкинских „маленьких трагедий“, написанных… как идеальные оперные либретто».
В ноябре 1897 года композитор смог продемонстрировать оперу узкому кругу зрителей у себя дома — камерность произведения это вполне позволяла. А чуть позже опера была показана в подмосковном имении певицы Татьяны Любатович; всё произведение целиком исполнял Фёдор Шаляпин, а за роялем ему аккомпанировал С. В. Рахманинов. Н. А. Римский-Корсаков радостно отметил: «Всем понравилось. В. В. Стасов много шумел».
Широкой публике опера была впервые представлена 6 [18] ноября 1898 в Московской частной русской опере, существовавшей на средства С. И. Мамонтова. Дирижировал премьерой И. А. Труффи. Партию Моцарта пел В. П. Шкафер, партию Сальери — Ф. И. Шаляпин.
Музыкальный критик Юлий Энгель откликнулся на премьеру, особенно восхищаясь Фёдором Шаляпиным и созданным им образом: «Трудно описать правду и мощь, с которыми вдохновенная игра артиста воплотила пушкинский образ в этой суровой, крепкой фигуре, преждевременно состарившейся в своей уединенной келье над упорной музыкальной работой и напрасным стремлением достигнуть того, что без всяких трудов „озаряет голову безумца, гуляки праздного“ Моцарта. Здесь все полно жизни, здесь все захватывает, потрясает, и увлеченному слушателю остается только отдаться во власть редкого и благодатного художественного впечатления» («Русские ведомости», 27 ноября 1898). Василий Шкафер, исполнитель партии Моцарта, тоже удостоился похвалы прессы; партия стала одной из лучших в его репертуаре.
Опера сразу же снискала успех у зрителей, а партия Сальери вошла в постоянный репертуар Фёдора Шаляпина; более того, до отъезда из России он был единственным её исполнителем. Исполнители роли Моцарта — довольно часто менялись: после Василия Шкафера эту партию исполняли Александр Давыдов (концертное исполнение, Киев, 1899), Константин Исаченко, Василий Севастьянов.

## Действующие лица

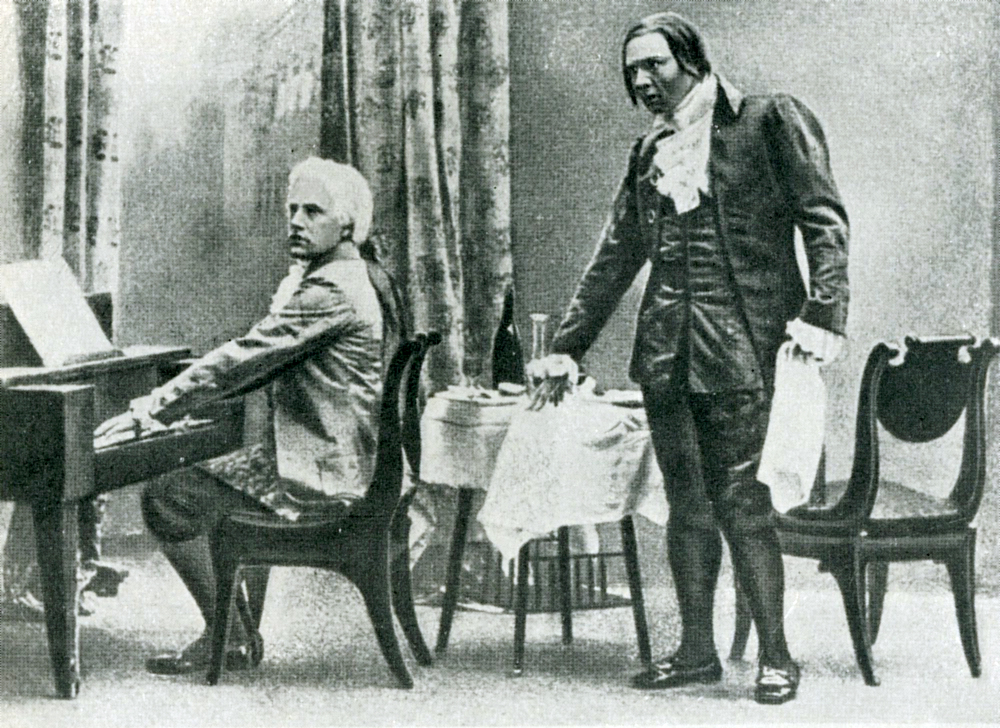
В. Шкафер и Ф. Шаляпин в опере «Моцарт и Сальери», 1898

| Партия                                                | Голос     | Первый исполнитель |
| ----------------------------------------------------- | --------- | ------------------ |
| дирижёр                                               |           | Иосиф Труффи       |
| Моцарт                                                | тенор     | Василий Шкафер     |
| Сальери                                               | бас       | Фёдор Шаляпин      |
| Слепой скрипач                                        | без пения |                    |
| Хор за сценой: исполняет фрагменты «Реквиема» Моцарта |           |                    |

## Содержание
Действие происходит в Вене, в конце XVIII века.

### Картина первая
Опера начинается кратким оркестровым вступлением, которое построено на теме Сальери из его первого монолога. Он сетует, что «нет правды на земле, но правды нет и — выше» и вспоминает свой трудный путь к мастерству: рано отвергнув детские игры и забавы, он самозабвенно предался изучению музыки, презрев всё, что было ей чуждо; он преодолел трудности первых шагов и ранние невзгоды, овладел в совершенстве ремеслом музыканта, умертвив звуки, он «разъял музыку», «поверил алгеброй гармонию» и только после этого «дерзнул, в науке искушённый, предаться неге творческой мечты». В итоге «усильным, напряжённым постоянством я наконец в искусстве безграничном достигнул степени высокой».
Никогда Сальери не завидовал, даже тем, кто талантливее и успешнее его. Но теперь он мучительно завидует Моцарту, которому гениальность далась не ценой колоссальной работы над собой и служения искусству а просто так: «Где ж правота, когда священный дар, когда бессмертный гений — не в награду любви горящей, самоотверженья, трудов, усердия, молений послан — а озаряет голову безумца, гуляки праздного?».
Завершая свой монолог, он произносит: «О Моцарт, Моцарт!», и в этот момент появляется сам Моцарт, которому кажется, что Сальери заметил его приближение, а ему хотелось появиться внезапно, чтобы «нежданной шуткой угостить» Сальери.
Моцарт шёл к Сальери чтобы показать ему своё новое произведение, но по дороге у трактира услышал слепого скрипача, который неискусно играл в трактире его мелодию из «Свадьбы Фигаро» — Voi che sapete. Самому Моцарту такое искажение его музыки показалось весьма забавным, и вот он привёл этого скрипача к Сальери, чтобы тоже повеселить его.
Фальшивя, скрипач играет арию Церлины из «Дон-Жуана» («Ну, прибей меня, Мазетто»). Моцарт весело хохочет, но Сальери серьезён и даже укоряет Моцарта. Ему непонятно, как может Моцарт смеяться над тем, что ему кажется поруганием высокого искусства Сальери прогоняет старика, а Моцарт дает ему денег и просит выпить за его, Моцарта, здоровье.
Решив, что Сальери не в духе и ему не до него, Моцарт собирается прийти к нему в другой раз, но Сальери спрашивает Моцарта, что тот принёс ему. Моцарт отговаривается, называя своё новое сочинение безделицей. Он набросал его ночью во время бессонницы. Но Сальери просит Моцарта сыграть эту вещь. Моцарт пытается пересказать, что испытывал он, когда сочинял, и играет. Фантазия целиком сочинена Римским-Корсаковым в стиле Моцарта; она состоит из двух частей: первая — отличается светлой лиричностью, вторая — полна трагического пафоса.
Сальери поражён, как мог Моцарт, идя к нему с этим, остановиться у трактира и слушать уличного музыканта. Сальери говорит, что Моцарт недостоин сам себя, что его сочинение необыкновенно по глубине, смелости и стройности. Он называет Моцарта богом, не знающим о своей божественности. Смущённый Моцарт отшучивается тем, что божество его проголодалось. Сальери предлагает Моцарту вместе отобедать в трактире «Золотого Льва». Моцарт с радостью соглашается, но хочет сходить домой и предупредить жену, чтобы она не ждала его к обеду.
Оставшись один, Сальери решает, что не в силах более противиться судьбе, которая избрала его своим орудием. Он считает, что призван остановить Моцарта, который своим поведением не поднимает искусство, что оно падет опять, как только он исчезнет. Сальери считает, что живой Моцарт — угроза для искусства: «Как некий херувим, он несколько занёс нам песен райских, чтоб, возмутив бескрылое желанье в нас, чадах праха, после улететь! Так улетай же! чем скорей, тем лучше». Остановить Моцарта он намерен с помощью яда — последнего дара, «дара любви» некоей Изоры, который он носит с собой уже 18 лет.

### Картина вторая
Оркестровое вступление к этой сцене строится на музыке первой части фантазии, которую играл Моцарт в первой сцене.
Сальери и Моцарт обедают в трактире Золотого Льва, в отдельной комнате. Моцарт невесел. Он рассказывает Сальери, что его тревожит Реквием, который он сочиняет по заказу человека в чёрном, не назвавшего своего имени. Моцарту кажется, будто «чёрный человек» повсюду, как тень, ходит за ним и теперь сидит рядом с ними за столом. Сальери, пытаясь развлечь друга, вспоминает Бомарше, но Моцарта преследуют мрачные предчувствия: «Ах, правда ли, Сальери, Что Бомарше кого-то отравил?» — спрашивает он. Но тут же сам себя опровергает: «Он же гений, Как ты да я. А гений и злодейство — Две вещи несовместные. Не правда ль?». Сальери тем временем бросает в его стакан яд. Простодушный Моцарт пьёт за здоровье друга, «за искренний союз, Связующий Моцарта и Сальери, Двух сыновей гармонии». Затем садится к фортепиано и играет фрагмент из своего Реквиема.
Сальери потрясён, он плачет. В небольшом ариозо он изливает свою душу. Он чувствует облегчение: «Как будто тяжкий совершил я долг, как будто нож целебный мне отсёк страдавший член!» Моцарт, видя слёзы Сальери, восклицает: «Когда бы все так чувствовали силу гармонии!» Но тут же сам себя перебивает: нет, так быть не может, кто бы тогда заботился о нуждах «низкой жизни»; «Нас мало избранных, счастливцев праздных, Пренебрегающих презренной пользой, Единого прекрасного жрецов».
Почувствовав недомогание, Моцарт прощается с другом и уходит — в надежде, что сон его исцелит. «Ты заснёшь надолго, Моцарт», — напутствует его, оставшись один, Сальери, теперь как будто потрясённый тем, что он, совершивший злодейство, — не гений.

### Аудиозаписи
| Год  | Организация                                                                                              | Дирижёр           | Солисты                                                | Издатель и каталожный номер          | Примечания             |
| ---- | --- | ----------------- | ------------------------------------------------------ | ------------------------------------ | ---------------------- |
| 1947 | Хор и оркестр Московского музыкального театра имени К. С. Станиславского и В. И. Немировича-Данченко     | Самуил Самосуд    | Моцарт — Сергей Лемешев, Сальери — Александр Пирогов   | Д 01927-8 (1954)                     |                        |
| 1951 | Хор Большого театра, оркестр Всесоюзного радио                                                           | Самуил Самосуд    | Моцарт — Иван Козловский, Сальери — Марк Рейзен        | Д 0588-9 (1952)                      |                        |
| 1952 | Оркестр Парижского радио                                                                                 | Рене Лейбовиц     | Моцарт — Jean Mollien, Сальери — Jacques Linsolas      | Olympic Records 9106, Oceanic OCS 32 | На французском         |
| 1963 | Хор и оркестр Ленинградской филармонии                                                                   | Эдуард Грикуров   | Моцарт — Константин Огневой, Сальери — Борис Гмыря     | Dante LYS 483                        |                        |
| 1974 | Симфонический оркестр Болгарского национального радио, Болгарский национальный хор "Светослав Обретенов" | Стоян Ангелов     | Моцарт — Аврам Андреев, Сальери — Павел Герджиков      | Balkanton BOA 1918                   |                        |
| 1976 | Graz Mozart Ensemble, Graz Concert Choir                                                                 | Алоис Хохштрассер | Моцарт — Томас Мозер, Сальери — Роберт Холл            | Preiser Records SPR 3283             |                        |
| 1980 | Оркестр Саксонской государственной капеллы, хор Лейпцигского радио                                       | Марек Яновский    | Моцарт — Петер Шрайер, Сальери — Тео Адам              | EMI Electrola 1C 065 46434           | На немецком            |
| 1986 | Оркестр Большого театра, Государственный академический русский хор СССР                                  | Марк Эрмлер       | Моцарт — Александр Федин, Сальери — Евгений Нестеренко | Мелодия А10 00323 003 (1988)         | MEL CD 10 02344 (2015) |
| 1987 | Пертский симфонический оркестр                                                                           | Myer Fredman      | Моцарт — Thomas Edmonds, Сальери — Gregory Yurisich    |                                      | На английском          |
| 198? | | Mattias Bamert    | Моцарт — Martyn Hill, Сальери — Kurt Widmer            | AMATI 9014                           |                        |
| 1992 | I Musici de Montréal Chamber Orchestra                                                                   | Юлий Туровский    | Моцарт — Владимир Богачёв, Сальери — Никита Сторожев   | Chandos CHAN 9149 (1993)             |                        |

Источники:, 

### Видеозаписи
| Год  | Ороганизация                  | Дирижёр        | Солисты                                            | Производитель или издатель | Примечания |
| ---- | ----------------------------- | -------------- | -------------------------------------------------- | -------------------------- | ---------- |
| 1981 | Хор и оркестр Большого театра | Рубен Вартанян | Моцарт — Алексей Маслеников, Сальери — Артур Эйзен | Гостелерадио СССР          |            |

Источники: 

### Фильмография
| Год  | Ороганизация                                                                                         | Дирижёр / Режиссёр                 | Солисты | Производитель      | Примечания                         |
| ---- | --- | ---------------------------------- | --- | ------------------ | ---------------------------------- |
| 1962 | Хор и оркестр Московского музыкального театра имени К. С. Станиславского и В. И. Немировича-Данченко | Самуил Самосуд / Владимир Гориккер | Моцарт — Сергей Лемешев (играет Иннокентий Смоктуновский), Сальери — Александр Пирогов (играет Пётр Глебов) | Рижская киностудия | Телефильм Моцарт и Сальери (фильм) |

## Критика
Музыкальный критик Абрам Гозенпуд считал, что главным действующим лицом оперы является не Моцарт, а Сальери — именно этот образ психологически четко выверен музыкальной палитрой композитора. «Сальери Пушкина и Римского-Корсакова — не мелкий преступник, он жрец узкой идеи. Для неё и во имя её он идет на убийство, но с такой же убежденностью пойдет и на самоубийство».

## Оперы других композиторов
Кроме Римского-Корсакова, к «маленьким трагедиям» Пушкина в своём творчестве обращались А. С. Даргомыжский («Каменный гость»), Ц. А. Кюи («Пир во время чумы»), С. В. Рахманинов («Скупой рыцарь»).